# クロッキー

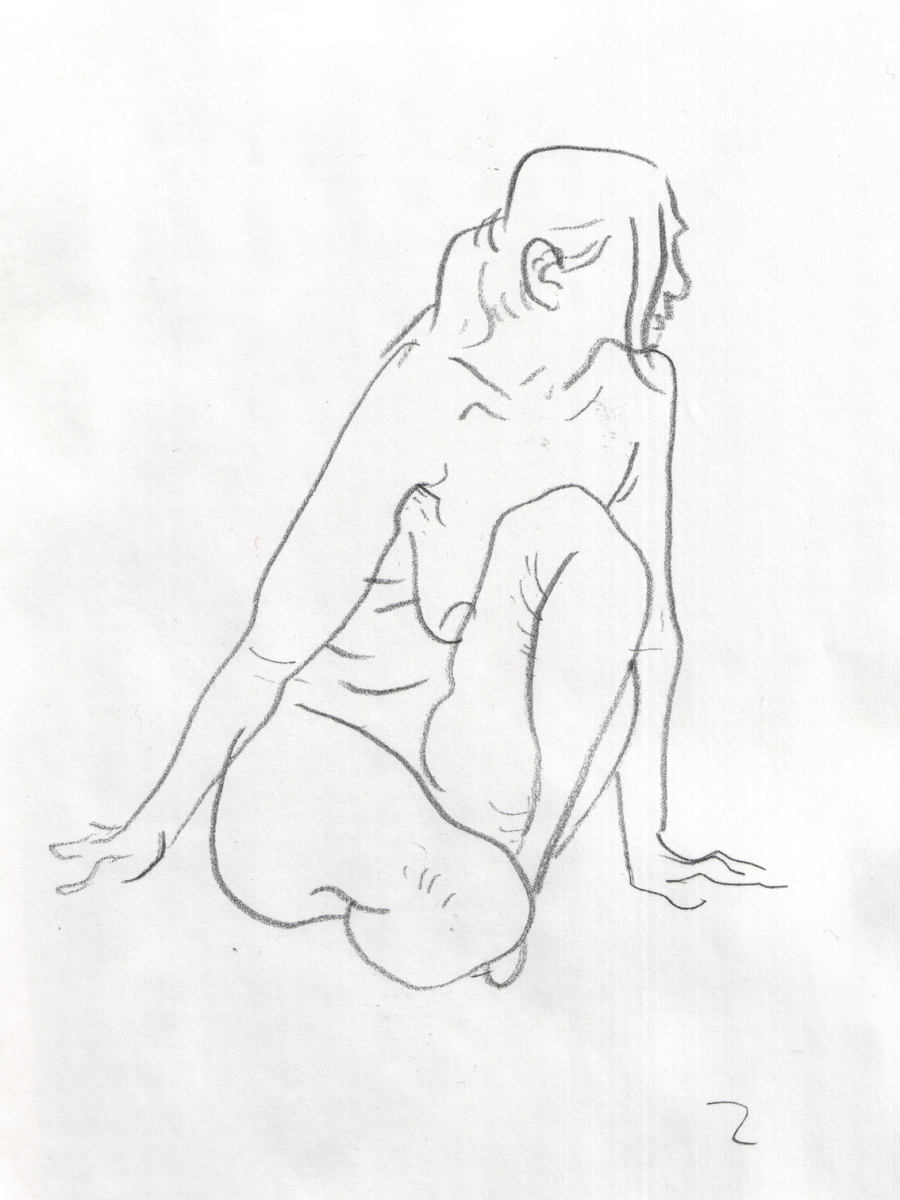
クロッキー

クロッキー（仏: croquis）とは速写（速写画）と言い、対象を素早く描画すること、またはそうして描かれた絵そのものを指す。スケッチ（写生）とも言うが、特に短時間（10分程度）で描かれたものをクロッキーと称する。
主に動物や人体など動きのあるものを、素早く捉える訓練として行われる。また、タブロー（完成作品）へ昇華させるための習作として行われる場合もある。